# روری رید
روری رید (به انگلیسی: Rory Read) (زاده ۱۹۶۲) کارآفرین، بازرگان و مدیر ارشد اجرایی آمریکایی است، که در حال حاضر به‌عنوان مدیر عامل اجرایی شرکت ای‌ام‌دی فعالیت می‌کند.